# کستلترمینی
کستلترمینی (به ایتالیایی: Casteltermini) یک کومونه در ایتالیا است که در استان آگریجنتو واقع شده‌است.

## خصوصیات
کستلترمینی ۹۹٫۴۷ کیلومترمربع مساحت و ۸٬۶۶۹ نفر جمعیت دارد و ۵۵۵ متر بالاتر از سطح دریا واقع شده‌است.

## خواهرخوانده
شهر شتله خواهرخواندهٔ کستلترمینی هست.